# Customer Communications Management
Customer Communications Management (CCM) ist ein Begriff, der von Marktforschungsunternehmen wie Gartner, Forrester Research und Madison Advisors im englischen Sprachraum geprägt wurde, um hiermit eine Software zu beschreiben, die es Organisationen ermöglicht, mit ihren Kunden effizient zu kommunizieren.

## Bedarf und Nutzen
Um dem steigenden Kommunikationsbedarf nachzukommen, werden Technologien eingesetzt, die es Firmen erleichtern, ihre Kundenkommunikation zu optimieren, ohne hierbei in der Qualität nachzulassen. Eine CCM-Lösung ergänzt häufig ein bereits bestehendes CRM-System. Der Umfang einer solchen Lösung übersteigt vom Umfang ein Business-Communications-Management-System.

## Entwicklung
Erste Customer-Communications-Management-Konzepte wurden auf Transaktionsdokumenten angewendet. Diese Dokumente wie Kontoauszüge, Abrechnung, Rechnungen und andere Transaktionen boten eine gute Grundlage. Einerseits sind diese Dokumente einfacher zu generieren als ein übliches Kundenkommunikationsschreiben und andererseits ergab die Forschung, dass Transaktions-Dokumente in mehr als 90 Prozent geöffnet und gelesen werden.

## Komponenten
CCM-Suiten umfassen meist einen Teil der folgenden Komponenten:
1. Data Extraction, Transform & Load Software
2. BI-Software
3. Textverarbeitungsprogramm
4. Elektronische Archivsysteme
5. Nachverarbeitung
6. Mailing Compliance Database Software
7. Druckerverwaltungssoftware (Einzeldrucker oder Druckstraßen)
8. Briefumschlagmaschinen
9. E-Mail-Marketing-Software
10. Social Media distribution
11. Reporting Software
12. Portale

## Kommunikationskanäle
Im Folgenden werden typische unterstützte Kommunikationskanäle einer CCM-Software aufgezählt:
1. Post
2. E-Mail
3. SMS
4. Chat
5. Social Media

## Aktuelle Trends
In letzter Zeit ist die Personalisierung von Dokumenten zu einem wichtigen Schwerpunkt geworden. Personalisierte Dokumente haben eine wesentlich bessere Kundenwirkung, während unpersonalisierte Korrespondenz vom Endkunden immer häufiger ungelesen bleibt.
Ein weiterer Trend ist die Integration von Social-Media-Plattformen.